# 노들섬
노들섬(鷺梁島)은 서울특별시 용산구 이촌동에 있는 한강의 하중도이다. 여의도의 동쪽에 있으며 한강대교가 통과한다. 섬의 많은 부분은 모래와 갈대숲으로 이뤄져 있다.

## 명칭
한강대교(개통 당시 이름은 인도교)가 건설된 1917년 당시 다리의 중앙에 있던 모래언덕에 둑을 쌓으면서 중지도(中之島, 일본어: なかのしま 나까노시마[*])로 이름을 붙였다. 해방 이후에도 중지도라는 이름이 이어져오다가 1987년 노들섬으로 개칭하였다.
노들의 의미는 '백로(鷺)가 놀던 돌(梁)'이라는 뜻으로, 지금의 노량진 주변을 이야기한다. 이 근처에 있던 나루터를 노들나루라고 불렀는데, 이를 한자로 바꾼 것이 바로 노량진(鷺梁津)이다.

## 역사
노들섬에는 이후 구한말까지 노들섬은 육지에 모래밭으로 붙어있어 하중도의 모습을 갖추지 않았다. 노들섬이 위치하던 지역에는 신초리(新草里)라는 마을이 존재했다. 신초리는 《비변사등록》 등 조선시대의 사료에서 처음 등장하는데, 1683년에는 나룻배를 제작하게 하였다는 기록이 있다. 이후 기록이 등장하지 않다가 갑오개혁 이후에 비로소 기록이 다시 등장한다. 구한말에는 신초리가 상동과 하동으로 나뉘어 있었다.

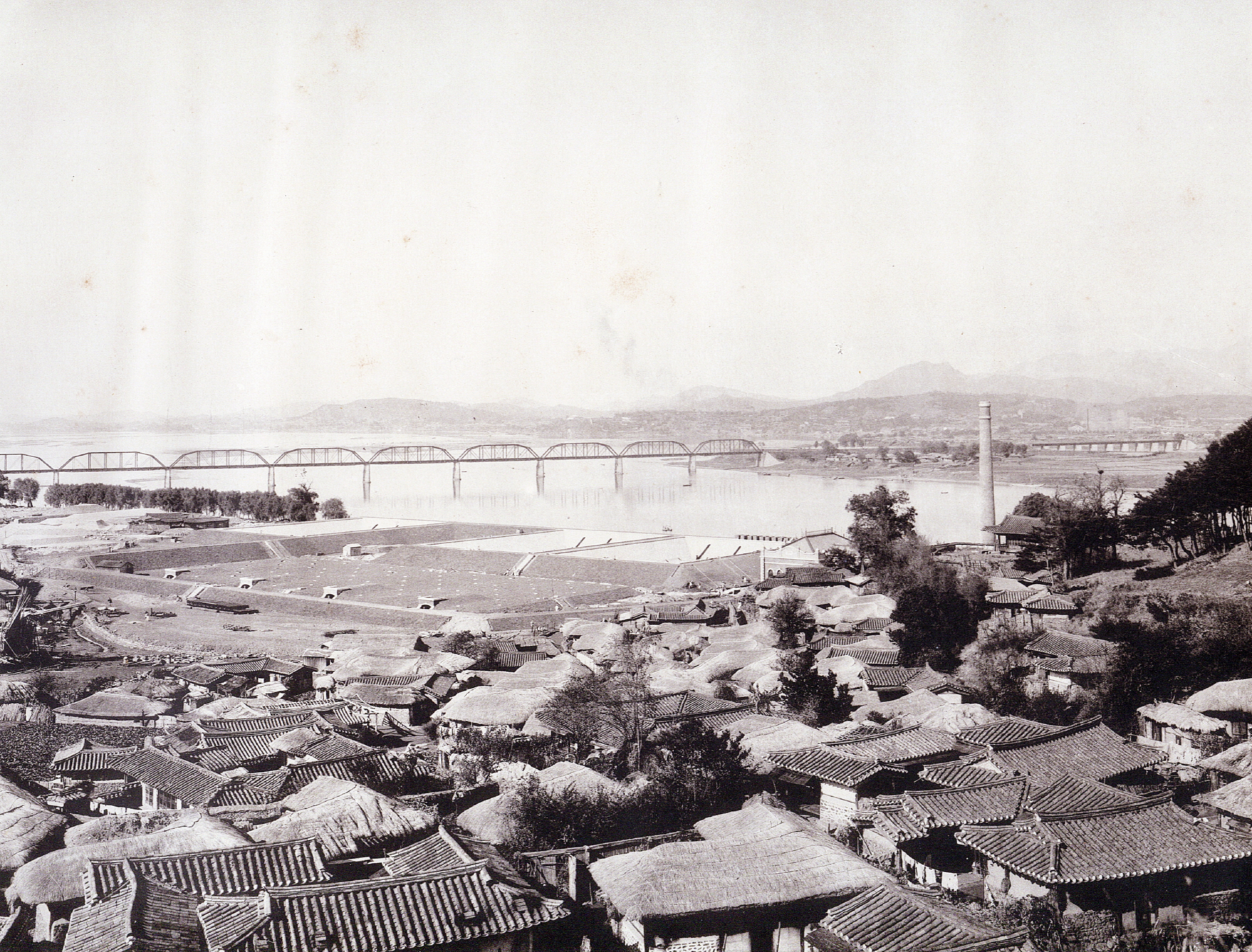
한강철교의 끝에 노들섬 상 신초리 서편에 있던 마을인 신촌리가 보인다.
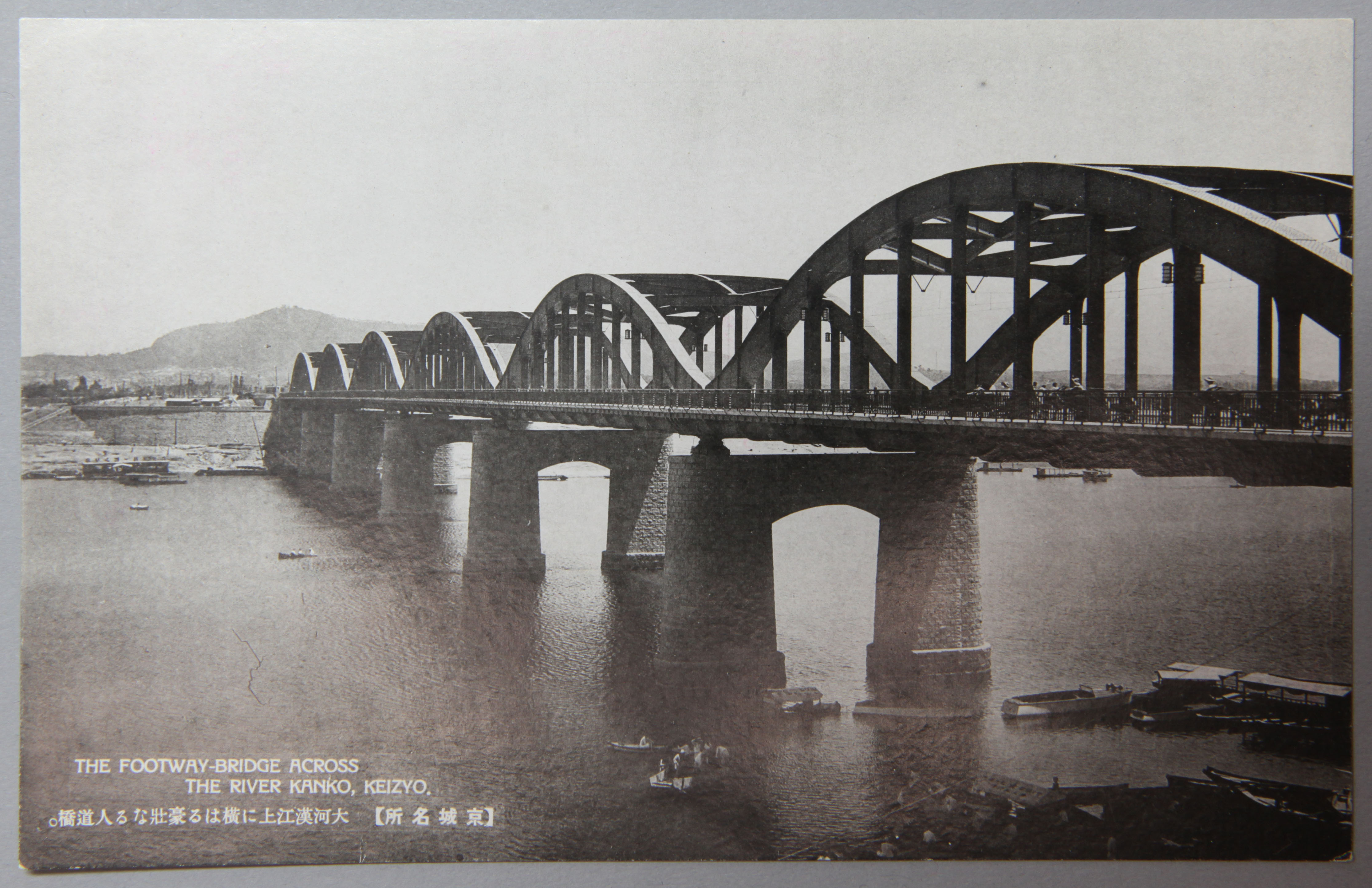
노량진에서 바라본 한강교. 끝에 중지도가 보인다.

1913년에는 일본제국 후작 이해창이 신초리의 토지에 대한 소유권을 주장하면서 주민들의 동의 없이 조선총독부에 판매한다. 이에 대해 신초리의 주민들은 이장 김윤석을 중심으로 86명의 성인남성의 서명을 받아 정식으로 항의하였는데, 받아들여지지 않고 강제로 퇴거당한다. 이에 따라 과거 신초리의 일부는 1917년 한강인도교를 개통할 때 한강소교와 한강교를 잇는 사이의 중지도가 된다. 당시까지는 강 한가운데 고립되어 있지 않았기 때문에 용산역 경부선 철도에 물을 공급하는 수원지도 육로로 연결되어 있는 등 육로를 통한 왕래가 가능했다.
1925년에 을축년 대홍수를 겪으며 중지도 부근이 완전히 물에 잠기고, 신초리 역시 완전히 수몰된다. 이 때 한강인도교 역시 파괴되었는데 1930년대에 한강인도교를 증축하면서 1938년 중지도에 공원을 조성한다. 이 때 중지도공원 정류장도 만들어진다.

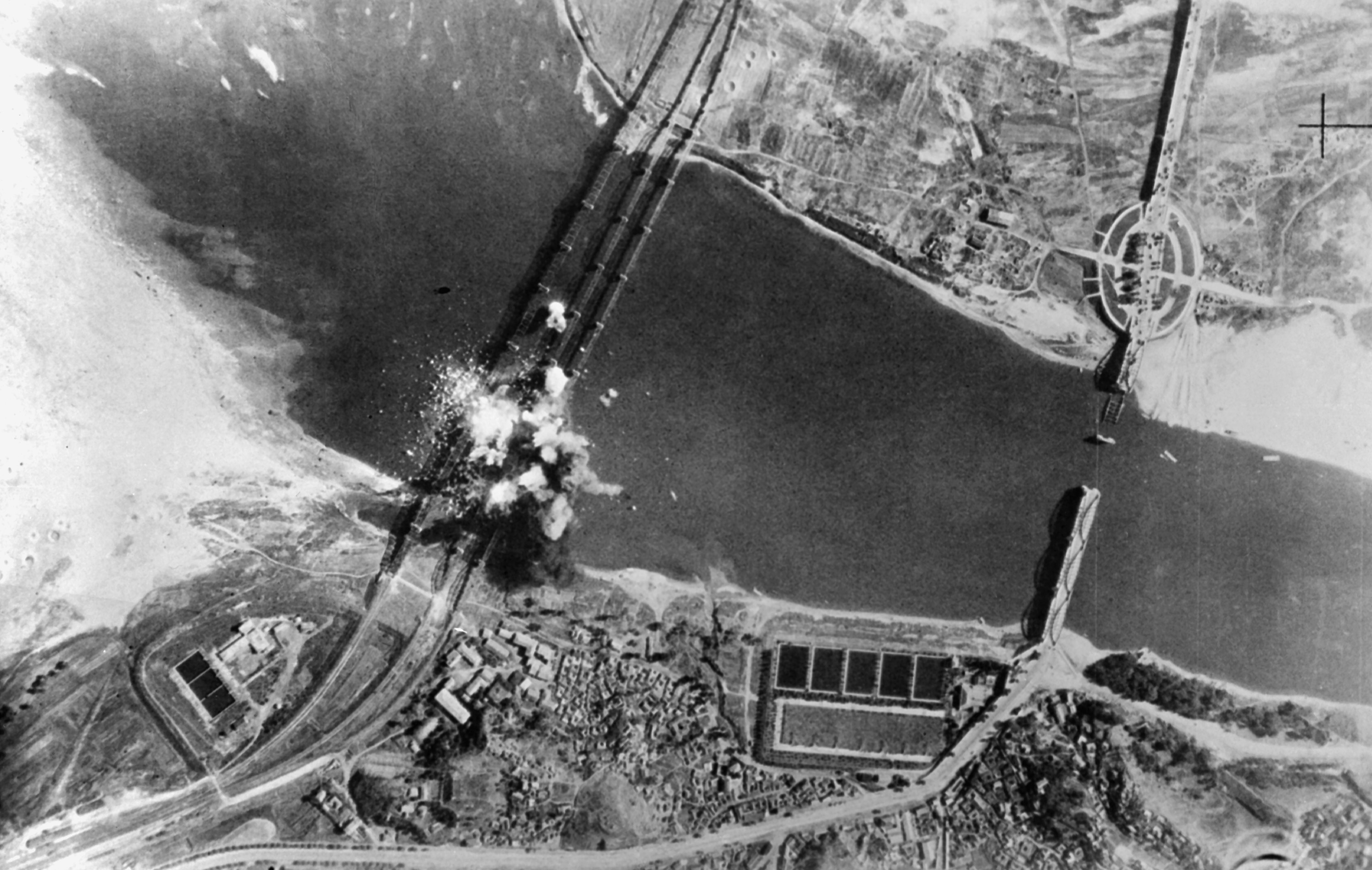
한강철교를 폭격할 때 찍은 사진. 한강 인도교 폭파 사건으로 인해 우측의 한강 인도교가 파괴되어 있다. 또한 한강 인도교 윗쪽에 중지도 공원의 모습이 보인다.

해방 이후에는 1950년 6.25 전쟁의 발발과 함께 한강 인도교 폭파 사건을 겪기도 한다. 1950년 당시까지만 해도 중지도는 모래밭으로 용산과 연결되어 하중도가 아니었으나, 김현옥 시장 하에서 1968년 한강종합개발계획으로 인해 모래밭의 모래를 사용하고, 1973년에 제방을 정비해 섬의 부지를 굳히면서 완전히 하중도로 바뀐다.
제2한강교인 양화대교가 지어진 이후에는 선유도와 구분을 위해 제1중지도로 이름을 바꾼다. 1987년에는 과거 일제강점기에 지어진 이름인 중지도를 고유어인 노들섬으로 개칭한다. 이 때 제2중지도도 선유도로, 중앙청역도 경복궁역으로 바꾼다.
1989년의 개발계획에 따라 한강대교 이서에는 테니스 연습장을 조성했다. 그러나 대규모 시민공원을 조성하겠다는 계획은 무산되고, 오랫동안 빈 땅으로 남는다. 이후 오페라 하우스를 건설하는 계획이 진행 중이었으나, 취소되고 주말 농장으로 바뀌었다. 이후 논의를 거친 끝에 2017년 10월에 소규모 공연예술센터가 착공에 들어갔고, 2019년 9월 28일 개장함으로써 노들섬은 복합문화공간으로 재탄생했다.

## 기타

이원등 동상

- 노들섬의 한강대교 변에는 1966년 낙하 훈련 중 순직한 육군 상사 이원등의 동상이 있다. 이 동상은 동년 6월 9일에 설립한 것이다.[12]
- 노들섬 남단에는 한강 결빙 관측장소 표지석이 있다. 이 장소는 1906년 이래 정부에서 한강의 결빙상태를 확인하는 곳이다. 이 장소에서 바라봤을 때 한강대교의 노량진 쪽에서 두 번째, 네 번째 교각 사이 상류쪽 100미터 부근 공간이 남북간 띠 모양으로 완전히 얼었을 때를 결빙되었다는 기준으로 삼고 있다.[13]
- 2021년 1월 4일 부터, 약 한 달간 옛 선착장 자리에 보름달 모형 "달빛노들"이 설치됐다.[14]